# Egzekucje w Pančevie

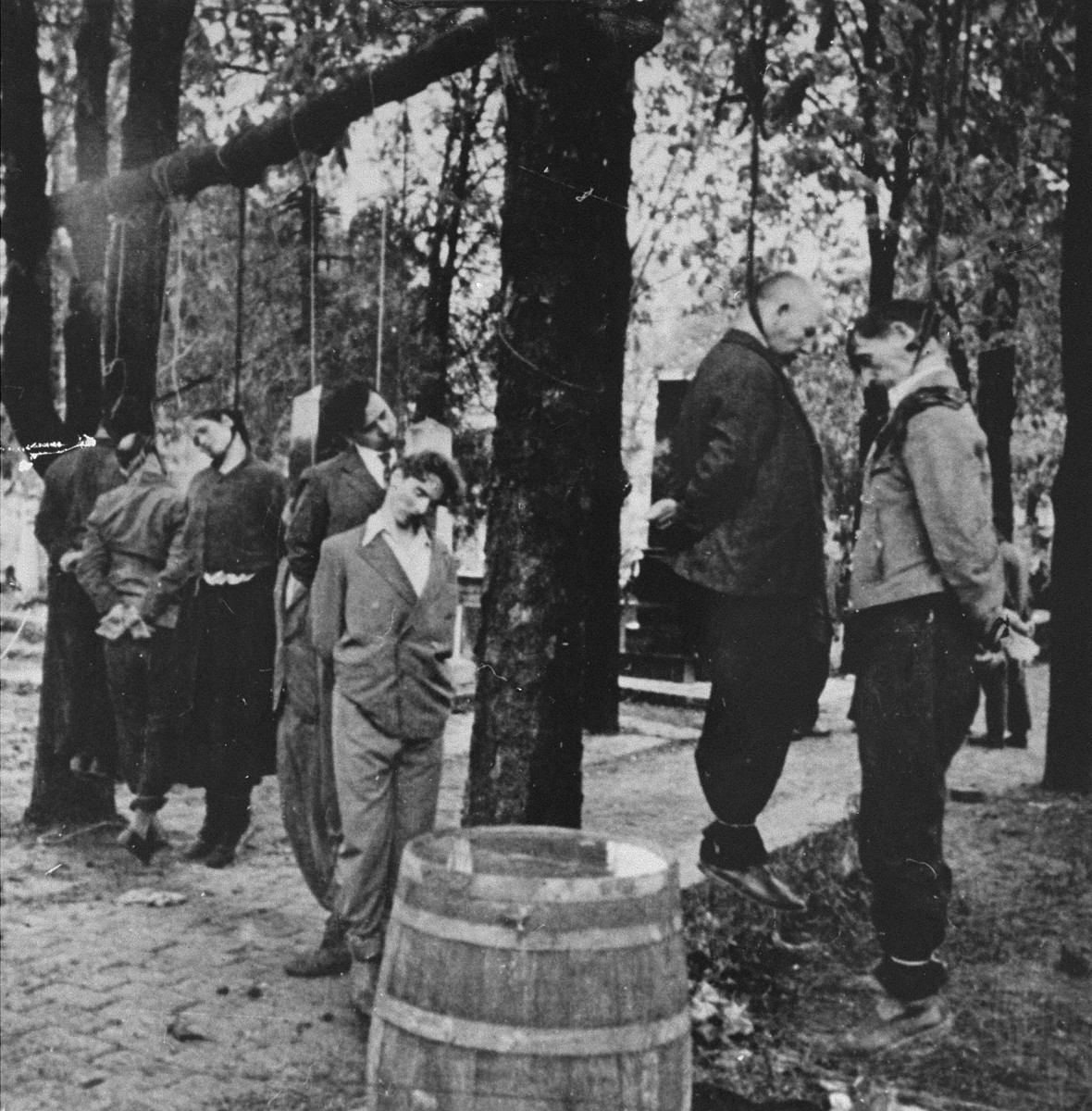
Grupa Serbów (w tym kobieta), powieszona przez Niemców na cmentarzu w Pančevie

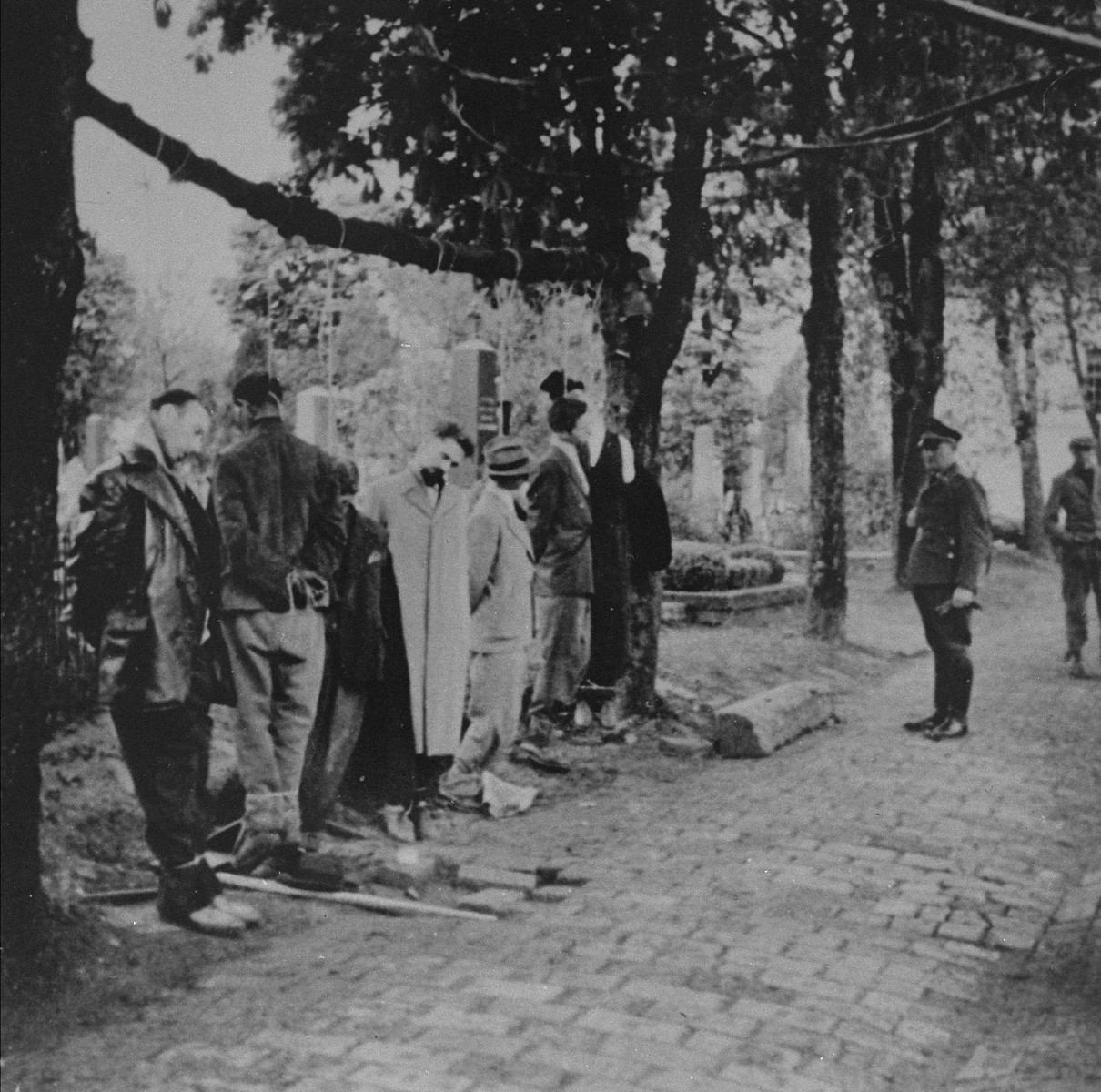
Inna grupa Serbów powieszona przez Niemców na tym samym cmentarzu

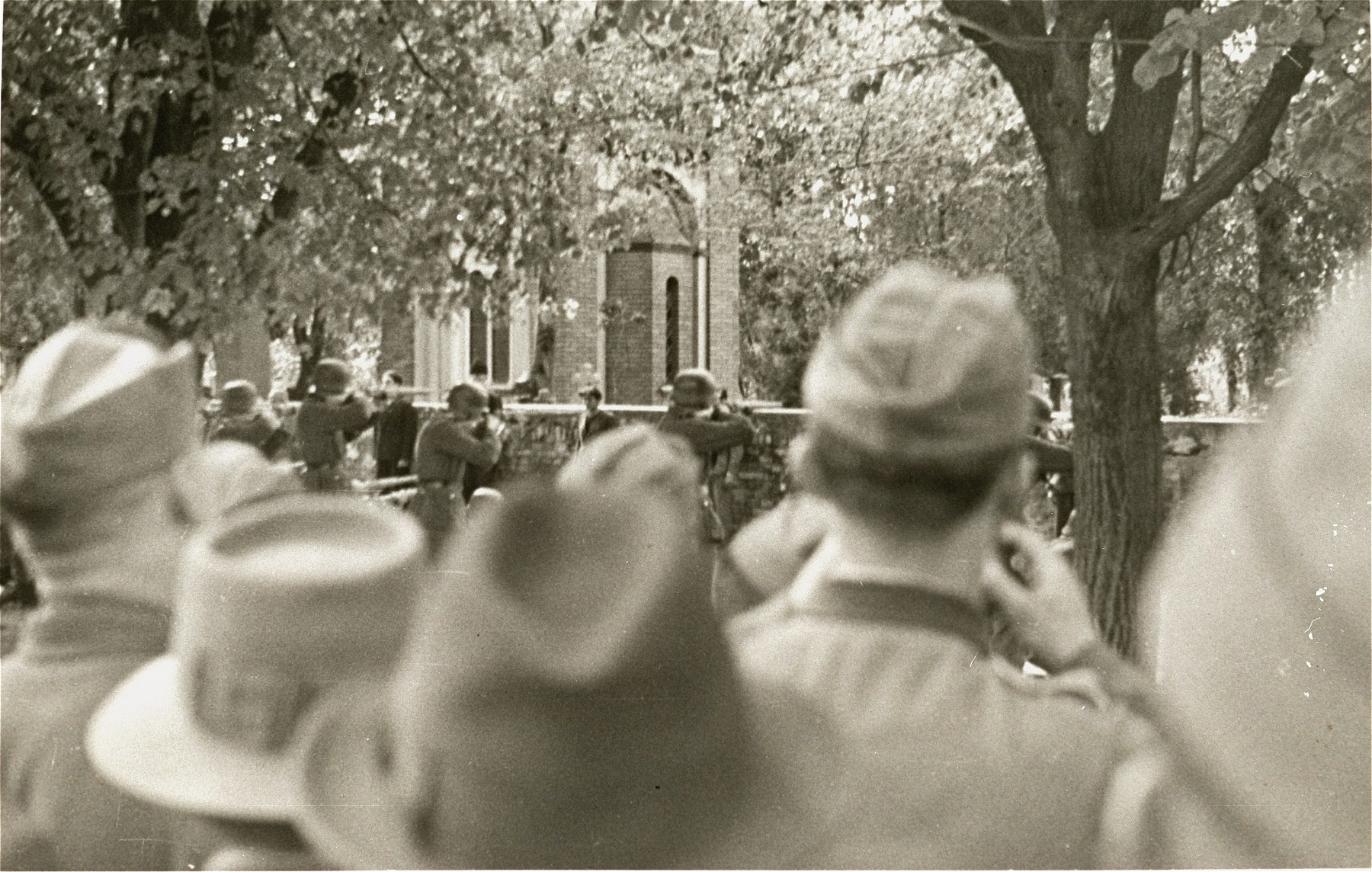
Pluton egzekucyjny Wehrmachtu przygotowuje się do rozstrzelania Serbów pod murem cmentarza w Pančevie

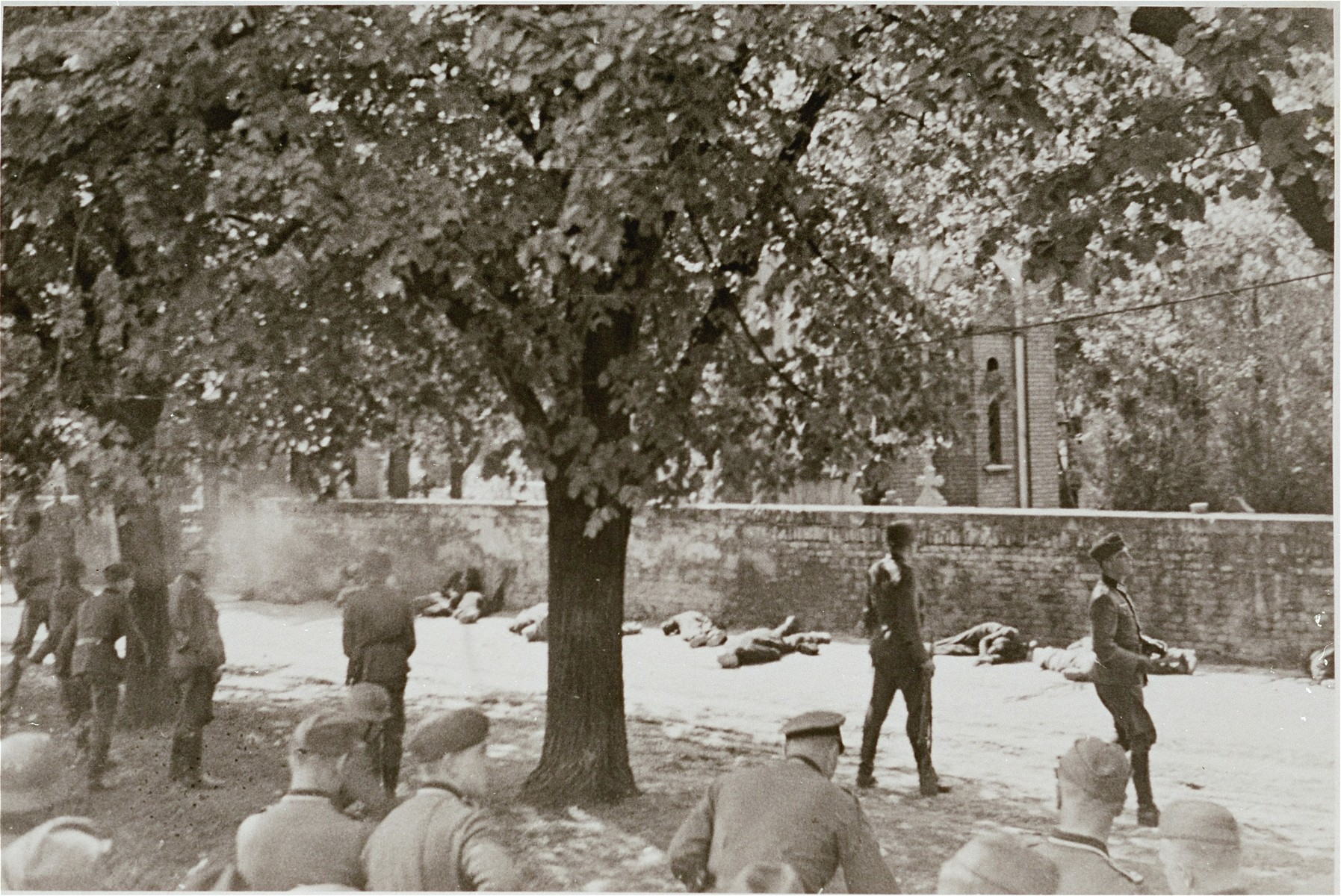
Zwłoki Serbów tuż po rozstrzelaniu

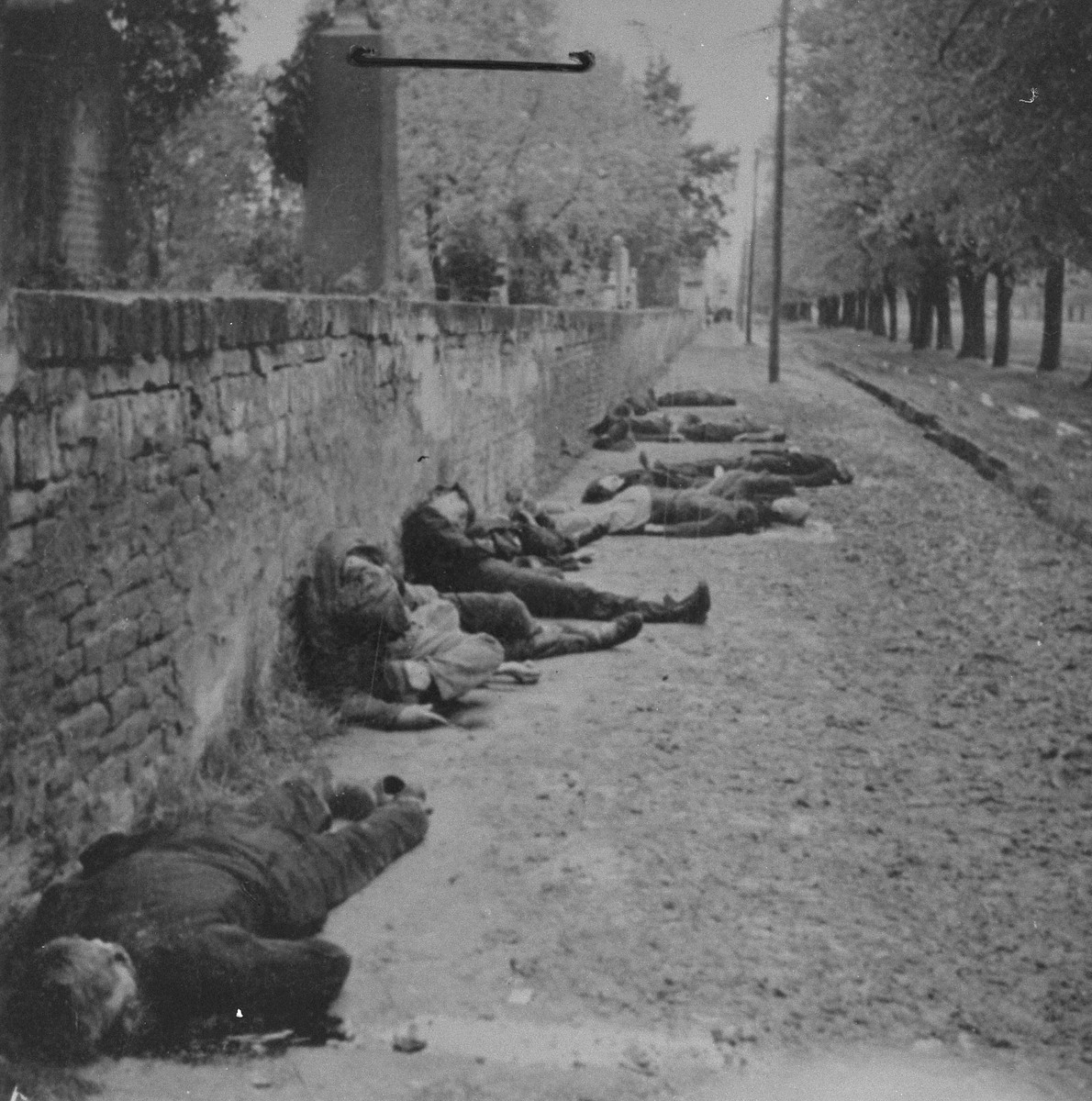
Zwłoki rozstrzelanych Serbów sfotografowane z innej perspektywy

Egzekucje w Pančevie (serb.-chorw. Покољ у Панчеву) – zbrodnia wojenna popełniona przez żołnierzy niemieckich na 36 serbskich cywilach w Pančevie w dniach od 21 do 22 kwietnia 1941 roku podczas II wojny światowej. Egzekucji dokonał Wehrmacht, w szczególności elementy Dywizji Großdeutschland, przy wsparciu Waffen-SS, w szczególności elementów 2 Dywizji Pancernej SS „Das Reich”. Do egzekucji które wsparli i ułatwili miejscowi Niemcy (zwłaszcza członkowie Kulturbundu), doszło w odpowiedzi na rzekomą zasadzkę miejscowych Serbów na żołnierzy niemieckich. W rzeczywistości zasadzka była operacją pod fałszywą flagą, zaaranżowaną przez miejscowych Niemców.

## Geneza
Pančevo to serbskie miasto nad brzegiem Dunaju, około 17 kilometrów na północny wschód od Belgradu. Przez większą część swojej historii żyła w nim mieszana etnicznie populacja Serbów i Niemców. Stosunki między obiema grupami etnicznymi były serdeczne, jednak gdy nazistowskie Niemcy najechały Jugosławię 6 kwietnia 1941 roku, stosunki uległy znacznemu pogorszeniu po tym, jak członkowie Kulturbundu, niemieckiej faszystowskiej organizacji politycznej, wystąpili jako piąta kolumna najazdu sił niemieckich. 20 kwietnia 1941 roku Kulturbund zaatakował kolumnę uchodźców i personelu armii jugosłowiańskiej uciekających ze wsi Banatsko Novo Selo. W wyniku zasadzki zastrzelono 15 osób. W odwecie armia jugosłowiańska zastrzeliła 9 miejscowych Niemców.
Wieczorem 20 kwietnia 1941 roku wojska niemieckie wkroczyły do Pančeva i zostały zaatakowane przez nieznanych napastników z terenu miejscowego cmentarza; żołnierze przeszukali cmentarz i nic nie znaleźli. W rzeczywistości atak był przeprowadzony przez miejscowych Niemców.

## Egzekucje
Rankiem 21 kwietnia 1941 roku w wyniku zasadzki z poprzedniego dnia Wehrmacht i Waffen-SS aresztowały 100 mężczyzn z różnych części Pančeva. 40 z nich zostało wybranych do stawienia się przed trybunałem wojskowym, któremu przewodniczył komendant miasta podpułkownik Fritz Bandelow z Dywizji Großdeutschland. Po wyroku trybunału przewodniczący składu sędziowskiego SS-Sturmbannführer Rudolf Hoffmann skazał na śmierć 36 Serbów. Egzekucji dokonali żołnierze Wehrmachtu przy wsparciu Kulturbundu i Waffen-SS. 18 Serbów powieszono, a kolejnych 18 zostało rozstrzelanych przez pluton egzekucyjny. Po egzekucji zwłoki wystawiano na widok publiczny przez trzy dni.

## Następstwa
Pančevo zostało wyzwolone przez aliantów w ramach operacji belgradzkiej w 1944 roku. W styczniu 1945 roku w masowym grobie odkryto szczątki 36 serbskich cywilów. Z dowodów kryminalistycznych wynika, że Niemcy przed wycofaniem się z miasta odkopali grób i spalili kości ofiar, próbując zatrzeć wszelkie ślady dokonanej przez siebie zbrodni.

## Fotografie
Egzekucje zostały obszernie sfotografowane przez niemieckiego fotografa wojennego Gerharda Gronefelda dla czasopisma „Signal”. W sumie wykonano pięćdziesiąt zdjęć, jednak Gronefeld nie przesłał ich do „Signala”. Część zdjęć ukazała się w formie książkowej dopiero w 1963 roku, nie wywołało to jednak publicznego oburzenia. Fotografie były później prezentowane w ramach wystawy The war of annihilation. Niemiecki tygodnik „Der Spiegel” wykorzystał te zdjęcia jako część głównego artykułu na temat zbrodni wojennych Wehrmachtu. Artykuł skłonił naocznych świadków egzekucji do zgłoszenia się i przesłania oraz rozpowszechnienia większej liczby zdjęć. Gronefeld nie był zatem jedynym fotografem tego dnia, gdyż wielu niemieckich żołnierzy robiło zdjęcia i było świadkami egzekucji, ponieważ „chcieli zobaczyć, jak to jest”.